# Idiochelifer nigripalpus
Genre
Espèce
Synonymes
- Chelifer cancroides nigripalpus Ewing, 1911
- Hysterochelifer longidactylus Hoff, 1945

Idiochelifer nigripalpus, unique représentant du genre Idiochelifer, est une espèce de pseudoscorpions de la famille des Cheliferidae.

## Distribution
Cette espèce est endémique des États-Unis. Elle se rencontre en Arkansas, au Missouri, en Iowa, au Wisconsin, en Illinois, en Indiana et au Michigan.

## Publications originales
- Ewing, 1911 : Notes on pseudoscorpions; a study on the variations of our common species, Chelifer cancroides Linn., with systematic notes on other species. Journal of the New York Entomological Society, vol. 19, p. 65-81 (texte intégral).
- Chamberlin, 1932 : A synoptic revision of the generic classification of the chelonethid family Cheliferidae Simon (Arachnida) (continued). Canadian Entomologist, vol. 64, p. 17-21 & 35-39.